# Naturschutzgebiet Wakenitzniederung
Das Naturschutzgebiet Wakenitzniederung ist ein rund 297 Hektar großes Naturschutzgebiet in Mecklenburg-Vorpommern südwestlich von Schönberg bei Herrnburg. Es liegt vollständig in der Gemeinde Lüdersdorf im Landkreis Nordwestmecklenburg. Die Unterschutzstellung erfolgte am 20. April 1990 mit dem Ziel, einen Ausschnitt eines vermoorten Flusstals – der Wakenitz – mit Torfstichen und der Herrnburger Binnendüne als Lebensraum für gefährdete Tier- und Pflanzenarten zu erhalten. Der aktuelle Gebietszustand wird als gut angesehen.
Ein kleiner nördlicher Teilbereich des Naturschutzgebietes gehört auch zum FFH-Gebiet DE-2130-302 Herrnburger Binnendüne und Duvennester Moor, das noch andere Flächen umfasst. Ein kleiner südlicher Teil des Naturschutzgebiets befindet sich im Biosphärenreservat Schaalsee. Direkt angrenzende Naturschutzgebiete sind im Süden das NSG Kammerbruch und im Westen das schleswig-holsteinische NSG Wakenitz.

## Grünes Band
Das Naturschutzgebiet ist aufgrund der für mehrere Jahrzehnte abgeschiedenen Lage an der innerdeutschen Grenze heute Teil des sogenannten Grünen Bandes. Die Naturschutzgebiete im Bereich des Grünen Bandes in Mecklenburg-Vorpommern sind (von Nord nach Süd) im Biosphärenreservat Schaalsee die NSG Wakenitzniederung, Kammerbruch, Campower Steilufer, Kiekbuschwiesen bei Neuhof, Mechower See, Goldensee, Techin, weiterhin die NSG Wallmoor, Pipermoor/Mühlbachtal, Stecknitz-Delvenau sowie im Naturpark Mecklenburgisches Elbetal die NSG Elbhang „Vierwald“, Elbdeichvorland, Rüterberg, Binnendünen bei Klein Schmölen und Löcknitztal-Altlauf.